# Гліколевий пілінг
Гліколевий пілінг (пілінг із гліколевою кислотою, AHA-пілінг)  — це вид косметичного хімічного пілінгу, де при аплікації високоочищеного препарату гліколевої кислоти відбувається невидиме злущення поверхневого рогового шару епідермісу та стимулюються регенеративні функції шкіри, що веде до її омолодження.

## Дія гліколевого пілінгу
Після нанесення на шкіру гліколева кислота відразу вступає в реакцію у верхніх шарах епідермісу, послаблюючи в’яжучі властивості ліпідних оболонок кератоцитів, які до того тримались разом. Гліколева кислота послаблює когезію та стимулює проліферацію клітин епітеліального шару на рівні базальної мембрани. У прошарку сфінголіпідів, який знаходиться між роговими лусочками, гліколева кислота запускає модуляцію церамідів, що дозволяє змертвілому роговому шару швидко злущитись і вивести на поверхню нові, більш молоді шари, оголюючи живі клітини. Легка термічна дія ірританту при гліколевому пілінгу підвищує колагеногенез та синтез глікозаміногліканів, пришвидшує проліферацію фібробластів у дермі.
Певні джерела повідомляють, що стимуляція процесів регенерації та оновлення шкіри не меншим чином відбувається за рахунок контрольованої стимуляції легко вираженої запальної реакції, завдяки активації певних запальних ферментів через подразнюючий вплив низько-кислотного pH на нервові закінчення дерми.
Подальшу потребу у доказовому вивченні дії гліколевої кислоти та необхідну обережність у її застосуванні в косметології пов’язують з її фотосенсибілізуючою та вираженою подразнюючою діями, а також такими відносними протипоказами як купероз та персистуючі гнійничкові хвороби шкіри.

## Курс
У кожному випадку курс гліколевого пілінгу обрається індивідуально. Загально прийнятним є курс пілінгів із наростаючою концентрацією у загальній кількості — до шести процедур. У кожному разі термін по-між пілінгами не можна скорочувати до менше, ніж до одного тижня перерви, щоб не виснажувати її функціональний ресурс.

## Знеболення
Гліколевий пілінг у порівнянні з іншими гліколевими пілінгами є досить комфортним і не потребує ані місцевого анестезії, ані вживання анальгетиків.

## Реабілітація
Реабілітація після гліколевого пілінгу не потрібна, оскільки видиме відлущення шкіри при поверхневому гліколевому пілінгові відсутнє. Після процедури, навіть із високими концентраціями, але не надто кислотним pH, шкіра швидко набуває звичайного нормального вигляду, тому у Європі гліколевий пілінг відносять до ‘пілінгів обідньої перерви’ → ‘lunch time peel’.
Унікальні в косметології властивості гліколевої кислоти дозволяють хімічному пілінгові з цією діючою речовиною претендувати на звання інтелектуального пілінгу.
На сьогодні гліколевий пілінг вважається домінуючим, у порівнянні із механічними методами для регенерації шкіри в денних СПА-салонах як базова експрес-процедура для покращення й омолодження зовнішнього вигляду шкіри.
У сучасних СПА-центрах, можна скористатись послугами гліколевого пілінгу не лише для ділянок обличчя, шиї та тіла, а окрему нішу у цьому виді косметичних послуг займають кабінет подології, що надає послуги для догляду за стопами та манікюрні кабінети, де щоразу інтенсивніше впроваджується AHA-пілінги як послуги для догляду за руками.
Із фінансової точки зору — гліколевий пілін є одним із найекономічніших видів хімічного пілінгу як у салонах, так і на ринку косметологічних засобів для безпечного домашнього догляду.

## Застереження
Гліколева кислота є сильнодіючим подразником. Не нехтувати передпілінговою підготовкою. Перед процедурою рекомендовано зробити місцевий тест на алергічну реакцію. Якщо ви остерігаєтесь можливої реакції, рекомендовано перший гліколевий пілінг провести на ділянках із товстішим епідермісом: шиї чи щоках. При виконанні процедури слід чітко дотримуватись рекомендацій експозиції при аплікації на шкіру та на завершенні процедури використовувати нейтралізатори (у кожного виробника гліколевої кислоти для косметичних цілей існує власна схема). Уникати потрапляння до очей та слизові оболонки. Тиждень постпілінгового періоду бажано уникати використання нових кремів, тональних засобів та іншої косметики, що не застосовувались раніше, оскільки можливе нашарування небажаної реакції на ослаблену шкіру. На постпілінговому етапі обов’язково користуватись косметикою із сонцезахисними факторами, особливо тими, що містять діоксид титану чи діоксид цинку, із SPF не нижчим 30, у продовж року.
Під час перших хвилин експозиції кислоти при гліколевому пілінгу, в залежності від ступенів концентрації, кислотності та рівня глибини проникнення, можуть виникнути печія, свербіж, легка еритема чи значне почервоніння, легкий набряк шкіри, які є нормальною і бажаною реакцією шкіри при цьому виді хімічного злущення. Враховуючи це, гліколевий пілінг не показаний особам із куперозом, оскільки існує високий ризик підвищення проникності та надмірної ламкості ушкоджених капілярів.
Відносним протипоказом для гліколевого пілінгу є застосування гормональних контрацептивів та замісна гормонотерапія.
При якісній аплікації гліколевої кислоти на шкіру кристалізація чи фрост не спостерігаються. Якщо ж це сталось, уражену ділянку слід негайно нейтралізувати, промити великою кількістю якнайхолоднішої води та нанести протиопікові засоби (гель D-пантенолу, айс-маска чи ін.).
Висококонцентрований гліколевий пілінг не бажаний для темношкірих типів людей за можливої надмірної подразнюючої дії хімічного реагента.